# Nathalie Björn
Gun Nathalie Björn (Upsala, Suecia; 4 de mayo de 1997) es una futbolista sueca. Juega como defensora en el Chelsea de la FA Women's Super League de Inglaterra. Es internacional con la selección de Suecia.

## Estadísticas

### Clubes
| Club              | País       | Año             |
| ----------------- | ---------- | --------------- |
| Vaksala SK        | Suecia     | 2012            |
| IK Sirius         | Suecia     | 2013            |
| AIK               | Suecia     | 2014 - 2015     |
| Eskilstuna United | Suecia     | 2016 - 2017     |
| Rosengård         | Suecia     | 2018 - 2021     |
| Everton           | Inglaterra | 2021 - 2024     |
| Chelsea           | Inglaterra | 2024 - presente |

## Palmarés

### Títulos nacionales
| Título                  | Club      | País   | Año     |
| ----------------------- | --------- | ------ | ------- |
| Copa de Suecia Femenina | Rosengård | Suecia | 2017-18 |
| Damallsvenskan          | Rosengård | Suecia | 2019    |

### Títulos internacionales
| Título                    | Club   | País                     | Año  |
| ------------------------- | ------ | ------------------------ | ---- |
| Campeonato Europeo Sub-19 | Suecia | Israel                   | 2015 |
| Mundial                   | Suecia | Francia                  | 2019 |
| Juegos Olímpicos          | Suecia | Tokio                    | 2020 |
| Mundial                   | Suecia | Australia/ Nueva Zelanda | 2023 |

(*) Incluyendo la Selección